# 린다 그레이
린다 그레이(Linda Gray, 1940년 9월 12일 ~ )는 미국의 배우이다.

## 출연 작품
- 어 퍼펙트 웨딩 (2015)
- 히든 문 (2012)
- 익스펙팅 메리 (2010)
- 리플렉션 오브 어 라이프 (2006)
- 사랑하는 딸에게 (1994)
- 위험한 약속 (1994)
- 색슨 클럽 (1994)
- 도우터 (1993)
- 돌아온 보난자 (1993)
- 사랑과 배신 (1992)
- 오스카 (1991)
- 비앤비 (1987)
- 도박사 3 (1987)
- 헤이와이어 (1980)
- 달라스 (1978)
- 119 구조대 (1972)
- 수사관 맥클라우드 (1970)